# Мэкл, Шон
Шон Мэкл (англ. Sean Mackle; род. 10 апреля 1988, Белфаст) — шотландско-североирландский футбольный полузащитник.

## Карьера

### В клубах
Начинал профессиональную карьеру в клубе Шотландской Премьер-лиги «Харт оф Мидлотиан», однако официальных игр за первую команду не имеет. Дебютировал в большом футболе 6 октября 2007 года, проведя единственный матч за «Кауденбит», где он находился в полусезонной аренде, во Втором дивизионе шотландской Футбольной лиги против «Куинз Парк».
В январе 2009 года Мэкл стал свободным агентом, а в апреле присоединился к клубу Высшей лиги Ирландии «Дандолк», за который провёл две игры в чемпионате, оба раз выходя на замену.
В августе 2009 года по свободному трансферу перешёл в североирландский «Портадаун», с которым становился вторым по разу в чемпионате (2011/12), Кубке (2009/10) и Кубке лиги (2010/11). В феврале 2011 года его гол в ворота «Колрейна» был признан лучшим голом лиги в январе, а сам он был признан игроком января в Премьер-лиге.
По окончании сезона 2013/14 заключил с «Портс» новый трёхлетний контракт.
В начале сезона 2016/17 Мэкл и Марк Макаллистер были переведены в резерв в качестве дисциплинарной меры. 24 сентября стало известно, что главный тренер «Портадауна» Пэт Макгиббон больше не видит игрока в основном составе команды и в уже январе он может покинуть клуб. Однако вскоре сам Макгиббон покинул клуб, и уже 5 ноября во встрече чемпионата с «Глентораном» и. о. главного тренера Винни Аркинс выпустил Шона на замену. Впрочем, по окончании сезона Мэкл всё-таки покинул клуб, вылетевший в Первый Чемпионшип, в связи с истечением срока контракта.
Сезон 2017/18 Шон провёл за вернувшийся в элиту североирландского футбола клуб «Уорренпойнт Таун».
В сезоне 2018/19 вернулся в «Портадаун», выступавший в Чемпионшипе. По итогам декабря 2018 года был признан болельщиками клуба игроком месяца

### В сборных
Мэкл провёл один матч за юношескую сборную Шотландии по футболу (до 17 лет) в элитном раунде чемпионата Европы 2005 года против Турции. Также на его счету один товарищеский матч за юношескую сборную Шотландии по футболу (до 19 лет): 6 февраля 2007 года он сыграл против Словакии.

## Достижения

### Командные
Как игрока «Портадауна»:
- Чемпионат Северной Ирландии:
  - Второе место: 2011/12
- Кубок Северной Ирландии:
  - Финалист: 2009/10, 2014/15
- Кубок североирландской лиги:
  - Финалист: 2010/11

### Личные
Как игрока «Портадауна»:
- Чемпионат Северной Ирландии:
  - Игрок месяца по версии футбольных журналистов Северной Ирландии: январь 2011
  - Гол месяца по версии футбольных журналистов Северной Ирландии: январь 2011